# Världsmästerskapen i friidrott 2007

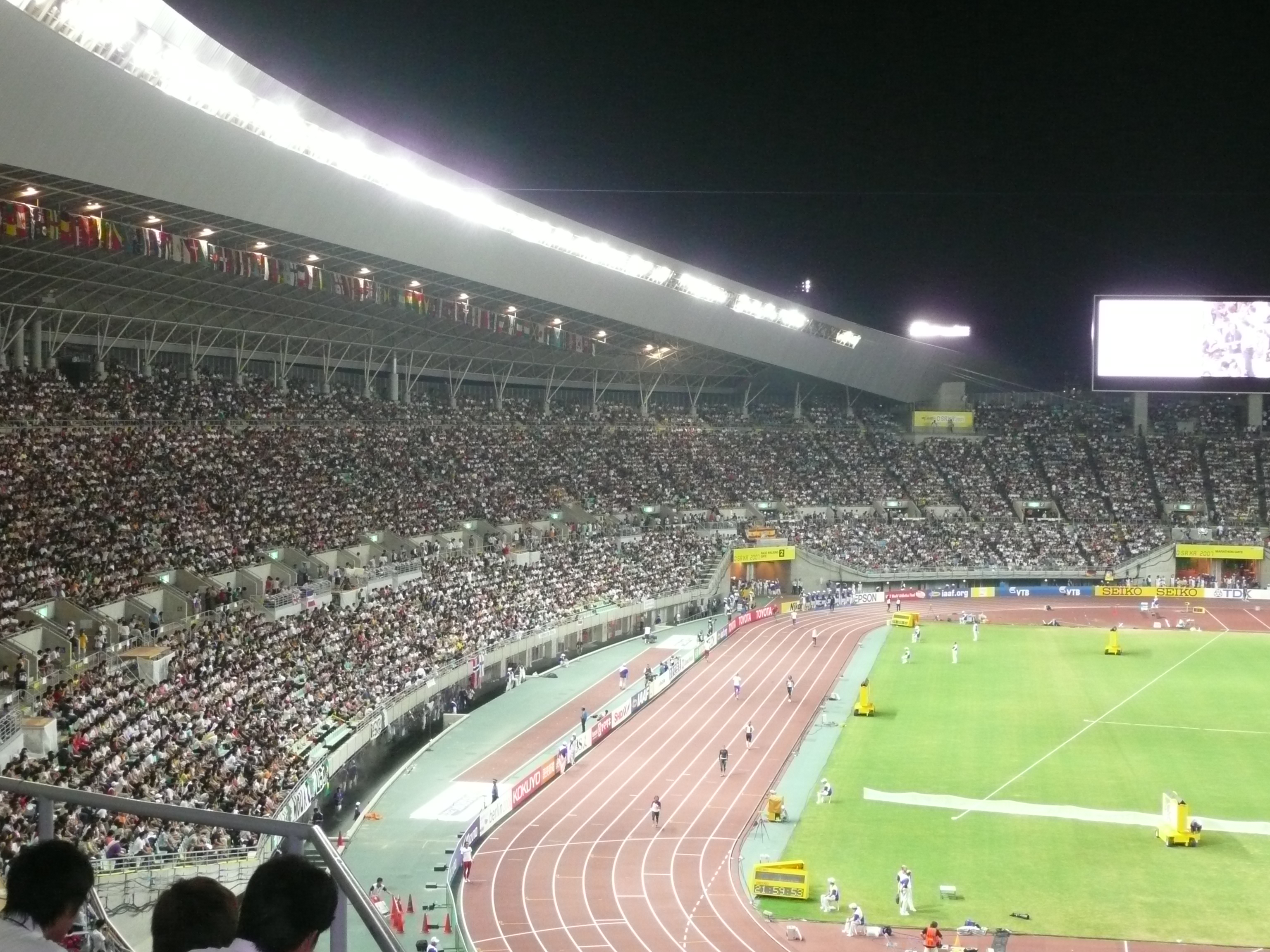
Stadion under VM-tävlingarna

Världsmästerskapen i friidrott 2007 arrangerades 25 augusti–2 september 2007 på Nagai Stadium i Osaka i Japan. 203 av de totalt 212 IAAF-medlemsförbunden deltog, och antalet deltagare var totalt 1 981, rekord för VM hittills. USA vann den totala medaljstriden, med 26 medaljer fördelade på 14 guld, 4 silver och 8 brons.
Totalt noterades två mästerskapsrekord vid VM 2007. Dels Tyson Gays 19,79 på 200 meter löpning för herrar och dels Jekaterina Volkovas 9.06,57 på 3 000 meter hinderlöpning för damer. Trots stora förhandsspekulationer om världsrekord noterades inga nya sådana under mästerskapet. 

## Ansökan
Världsfriidrottsförbundet IAAF meddelade den 16 november 2002 att valet av arrangörsort föll på Osaka. Osaka var då enda kvarvarande kandidatort, eftersom de två andra kandidatorterna, Budapest i Ungern och Berlin i Tyskland, dragit tillbaka sina ansökningar.

## VM-trupper

### Albanien
Den albanska VM-truppen bestod av två deltagare.

### Sverige
Den svenska truppen till VM bestod av 31 deltagare, 17 herrar och 14 damer (ursprungligen 32 men Christian Olsson skadade sig i Japan innan tävlingarna startade). Av de 31 var 2 direktkvalificerade som regerande världsmästare; Kajsa Bergqvist (i höjdhopp) och Carolina Klüft (i sjukamp). Den svenska VM-truppen påbörjade sin uppladdning inför Osaka-VM i 35-gradig hetta, stekande sol och hög luftfuktighet drygt en veckan innan tävlingarna inleddes. Större delen av truppen åkte tisdagen den 14 augusti till Japan för att ladda upp i Marugame, Kagawa, på en ö fyra timmars bussresa från Osaka. Uppladdningen som skedde tillsammans med landslagen från Norge, Finland och Danmark gjordes för att så snabbt som möjligt klara av tidsomställningen (sju timmar före Sverige). Vid landslagslägret i Japan tidigare under 2007 var det många som på grund av tidsomställningen behövde drygt en vecka innan de förmådde prestera för fullt.

## Uteblivna deltagare
Bulgarien
- Venelina Veneva, höjdhoppare, fast för doping (syntetiskt testosteron) vid tester utförda under tidigt 2007.[1]
- Vanja Stambolova, 400-meterslöpare, fast för doping vid test utfört tidigt under 2007.[1]

Frankrike
- Eunice Barber, fransk sjukampare och kanske svenskan Carolina Klüfts på förhand största konkurrent avstod sjukampen på grund aav skada.[2] Barber deltog dock i längdhopp men misslyckades att kvala in till finalen.

Kuba
- Osleidys Menéndez, olympisk mästare och världsmästare, avstod VM på grund av att hon inte fullt återhämtat sig efter en skada i det högra benet.[3]

Kenya
- Paul Koech, världsetta, var ej med i de kenyanska VM-uttagningarna.[4]

Ryssland
- Den dubbla mästaren på damernas 1 500 meter löpning Tatjana Tomasjova skadade sig strax innan VM och kunde inte delta.[5]

Sverige
- Christian Olsson slog upp sin gamla skada på träning och missade VM.[6]
- Jesper Fritz slog upp en skada inför tävlingarna och missade stavhoppstävlingen.[7]

Qatar
- Saif Saaeed Shaheen, den dubble världsmästaren och världsrekordhållaren, tvingades avstå VM på grund av en knäskada.[8]

USA
- Sanya Richards misslyckades med att kvalificera sig för 400 meter löpning på vilken distans hon varit världsledande under de föregående åren. (Däremot tävlade Richards på distansen 200 meter samt även på 4 × 400 meter stafettlöpning.)

## Dag för dag

### Första dagen – 25 augusti
VM:s första medalj delades ut vid herrarnas maraton där Kenyas Luke Kibet vann tävlingen. Bästa nordiska deltagare blev Finlands Janne Holmén som slutade på nionde plats. Ingen svensk deltagare deltog i tävlingen. Annars bestod förmiddagspasset av damerna sjukamp där Carolina Klüft inledde med ett tangerat personligt rekord på 100 meter häck med tiden 13,15. Vann häcken gjorde brittiskan Jessica Ennis med 12,97. I det efterföljande höjdhoppet vann Carolina Klüft på det nya personliga rekordet 1,95 förre Ukrainskan Ludmila Blonska som noterade 1,92 och Ennis blev trea på 1,89.
Förmiddagspasset bestod även av kvaltävlingar till herrarnas kula, 3000 meter hinder för damer, 1 500 meter för herrar och 100 meter för herrar. Vid 3000 meter hinder skadade sig svenska Christin Johansson och fick avbryta tävlingen. Den största delen av världseliten kvalificerade sig ifrån kvalpassen. Emellertid misslyckades portugisen Francis Obikwelu att ta sig vidare ifrån kvalet på 100 meter efter att ha blivit diskvalificerad för tjuvstart.
Kvällspasset började med den tredje grenen i sjukampen där Klüft drygade ut sin ledning med en stöt på 14,81. Hennes värsta konkurrent Blonska noterade 14,44 och Ennis bara 11,93. Ingen av dem hade dock någon chans mot Austra Skujyte från Litauen som stötte 17,03. Den fjärde grenen i sjukampen 200 meter vanns av Ennis på 23,15 och Klüft slutade tvåa på det nya årsbästat 23,38. Inför den andra dagen ledde Klüft med 148 poäng före Blonska.
Två finaler avgjordes under kvällspasset. I herrarnas kula blev det en amerikansk duell mellan Reese Hoffa och Adam Nelson där Hoffa slog till med en stöt på 22,04 och tog guldet. Samtliga av Hoffas 5 giltiga stötar hade för övrigt räckt till guld! På damernas 10 000 meter lyckades Tirunesh Dibaba försvara sitt guld från VM 2005 trots problem med magsmärtor i mitten av loppet.

### Andra dagen – 26 augusti
Den andra dagen började med att herrarnas 20 km gång avgjordes där Ecuadors Jefferson Pérez vann sitt tredje raka VM-guld på 20 km gång. Tävlingen blev dramatisk eftersom tvåan i tävlingen Francisco Javier Fernández först blev diskvalificerad men överklagade och fick rätt. Resten av förmiddagen bestod av kvaltävlingar på 100 meter för damer, 400 meter för damer, kula för damer, 3000 m hinder för herrar och diskus för herrar. Mustafa Mohamed gick vidare till final efter att ha blivit trea i sitt försöksheat. Däremot drogs Henrik Skoog med i ett fall i sitt heat och lyckades inte ta sig vidare. Inte heller Helena Engman i kula eller Niklas Arrhenius i diskus lyckades gå vidare till final. På 100 meter misslyckades den 47-åriga ikonen Merlene Ottey att ta sig vidare från kvalet.
Kvällspasset inleddes med den femte grenen i sjukampen - längdhoppet. Återigen presterade Carolina Klüft ett årsbästa när hon noterade 6,85. Klüft vann emellertid inte utan den sammanlagda tvåan i sjukampen Ludmila Blonska noterade ett nytt personligt rekord 6,88. I den näst sista grenen spjut noterade Klüft ytterligare ett årsbästa när hon kastade 47,98. I samband med kastet sträckte hon sig i en magmuskel. Spjutmomentet vanns av tyskan Lilli Schwarzkopf som nådde hela 54,44 meter. I semifinalen på 800 meter lyckades Maria Mutola återigen kvalificera sig till en stor mästerskapsfinal.
Damernas kulfinal blev väldigt dramatisk då vitryskan Nadezjda Ostaptjuk ledde på 20,04 till sista omgången då Nya Zeelands Valerie Vili slog till med 20,54. Ostaptjuks sista stöt blev väldigt lång men det saknades sex centimeter och Vili kunde ta sitt första VM-guld
I damernas stavkval gick storfavoriten Jelena Isinbajeva in på kvalhöjden och klarade enkelt. Svenska Hanna-Mia Persson misslyckades och tog bara 4,20. I semifinalen på 400 meter häck för män snubblade den regerande mästaren Bershawn Jackson på sista häcken och missade final. 
Carolina Klüft noterade 2.12,56 på avslutande 800 meter och vann sjukampen på det nya europarekordet 7 032 poäng.
Kvällens höjdpunkt blev finalen på 100 meter där duellen stod mellan amerikanen Tyson Gay som var världsetta och världsrekordhållaren Asafa Powell. Finalen vanns av Gay och Powell slutade först på en tredje plats.

### Tredje dagen – 27 augusti
Den tredje dagens förmiddagspass inleddes med kvaltävlingar i damernas diskus, höjdhopp för herrar, 100 meter häck för damer, längd för damer och 400 meter häck för damer. I diskusen lyckades inte Sveriges Anna Söderberg nå upp till sitt personbästa utan kastade bara 58,65 och missade finalen. I höjdhoppet var kvalhöjden satt till 2,29 vilket hela 15 hoppare klarade. Båda svenskarna Linus Thörnblad och Stefan Holm klarade den höjden. Holm hade en rivning på vägen men Thörnblad var felfri. 
På 100 meter häck vann Susanna Kallur sitt försökslopp på tiden 12,66. Vidare gick även som väntat världsettan Michelle Perry som tog sig i mål på 12,72. Jenny Kallur misslyckades att ta sig vidare från sitt heat. 
I damernas längd strök sig Carolina Klüft som väntat från tävlingen. Den största skrällen var att Eunice Barber som hade avstått sjukampen för att satsa enbart på längdhoppet misslyckades. En positiv nyhet, åtminstone ur svenska ögon, var Erica Mårtenssons kvallopp på 400 meter häck där hon gick vidare till semifinal på det nya personbästat 56,19.
Kvällspasset innehöll fem finaler. I herrarnas slägga lyckades vitryssen Ivan Tichon i sista omgången notera nytt världsårsbästa med 83,63 och vann sitt tredje raka VM-guld. På damernas 3 000 meter hinder lyckades inte världsrekordhållerskan Gulnara Samitova vinna utan i stället vann landsmanninnan Jekaterina Volkova VM-guld. 
I herrarnas tresteg kunde portugisen Nelson Évoras vinna sin första stora titel när han slog till med ett nytt personligt rekord på hela 17,74. Världsettan Jadel Gregório blev bara tvåa. 
I likhet med Tichon klarade Kenenisa Bekele att vinna sitt tredje raka VM-guld på 10 000 meter när han spurtade hem segern före landsmannen Sileshi Sihine. Kvällen sista final var damernas 100 meter där loppet slutade med dramatik. Fyra personer var samtidigt över mållinjen och efter en lång väntan kunde vinnaren Veronica Campbell tillkännages.

### Fjärde dagen – 28 augusti
Fjärde dagens försökspass gick i både dur och moll för svenskt vidkommande. Johan Wissman satte i försöken på 400 meter nytt svenskt rekord när han sprang på 44,94, första svensk under 45 sekunder. Med denna tid blev han tvåa i heatet. Däremot lyckades inte Cecilia Nilsson gå vidare i slägga, hon slutade på 14:e plats i kvalet. 
Kvällen innehöll sex finalpass. Först ut var damerna stavfinal och damerna final i längdhopp. På herrsidan var det final i diskus. Dessutom avgjordes tre löpfinaler, 3 000 meter hinder och 400 meter häck för herrar samt 800 meter för damer. I finalen på 3 000 meter hinder drog Mustafa Mohamed upp tempot i början fram till sista varvet. Under detta blev han dock omsprungen bland annat av tre kenyaner men spurtade sig ändå fram till en fjärdeplats. Vann gjorde kenyanen Brimin Kipruto före landsmännen Ezekiel Kemboi och Richard Mateelong. 
I herrarnas diskusfinal vann estländaren Gerd Kanter VM-guld före tysken Robert Harting och holländaren Rutger Smith som tog bronset. Den stora överraskningen var att den regerande världsmästaren Virgilijus Alekna missade medalj. 
I damernas 800 meter lyckades inte storfavoriterna ryskorna Olga Kotljarova och Svetlana Kljuka ta medalj. Segern gick istället till Kenyas Janeth Jepkosgei som vann på världstiden 1.56,07 förre Marockos Hasna Benhassi. Legenden Maria Mutola "gick in väggen" och fick bryta loppet. 
I damernas stavfinal vann som väntat Jelena Isinbajeva tävlingen på 4,80. Därefter försökte hon tre gånger på den nya världsrekordhöjden 5,02 utan att lyckas. Silvret gick till tjeckiskan Katerina Badurová och bronset till ryskan Svetlana Feofanova som båda klarade 4,75. 
Ryskt blev det även i damernas längdhopp där det blev trippel ryskt. Tatjana Lebedeva var den enda som hoppade längre än 7 meter och vann på 7,03. Tatjana Kotova som vann VM-guldet 2003 lyckas inte ta sitt andra guld utan slutade först trea. 
I den avslutande löpdistansen 400 meter häck blev det amerikansk seger då Kerron Clement vann på ny världsårsbästa tid 47,61. Den tidigare mästaren från VM 2001 och 2003 Felix Sanchez slutade tvåa och missade alltså ett tredje VM-guld.
Förutom finalerna var det semifinaler på damernas 100 meter häck, där Susanna Kallur kämpade sig till heatseger och sin första final i ett seniormästerskap utomhus. Favoriten Michelle Perry vann det andra semifinalheatet.

### Femte dagen – 29 augusti
Den femte dagen innehöll fem finaler. I herrarnas höjdfinal blev det seger för det nya stjärnskottet Donald Thomas från Bahamas som klarade 2,35 i första försöket. Silvret gick till den rutinerade ryssen Jaroslav Rybakov. Stefan Holm slutade på en fjärde plats medan Linus Thörnblad rev ur sig tidigt och kom på femtonde och sista plats.
 I damernas diskus lyckades tyskan Franka Dietzsch vinna sitt tredje VM-guld när hon redan i första kastet slog till med 66,61. Ytterligare en som försvarade sitt guld var Michelle Perry som vann finalen på 100 meter häck. Susanna Kallur kom på fjärde plats, en hundradel från medaljplats. 
På 400 meter för damer blev det en stor brittisk dag då Christine Ohuruogu och Nicola Sanders slutade etta respektive tvåa. Båda noterade nya personliga rekord. Ingen amerikanska lyckades ta någon medalj eftersom Novlene Williams från Jamaica slutade trea. Den sista finalen var herrarnas 1 500 meter där ex-kenyanen Bernard Lagat spurtslog den regerande mästaren Rashid Ramzi.

### Sjätte dagen – 30 augusti
Den sjätte dagen innehöll fyra finalpass. Först ut var damernas slägga följd av herrarns längdhopp. Dessutom två löpfinaler - damernas 400 meter häck och herrarnas final på 200 meter. I damernas slägga tog oväntat tyskan Betty Heidler guld i sin första mästerskapsfinal. Den tvåfaldiga världsmästaren Yipsi Moreno blev tvåa bara två centimeter därifrån och misslyckades precis att ta sitt tredje guld.
 
Herrarnas längdhopp innehöll dramatik. Irving Saladino ledde inför sista omgången men då slog Andrew Howe till med hela 8,47 och tog ledningen. Men i tävlingens sista hopp ökade Saladino till 8,57 och vann guldet.

I damernas 400 meter häcklopp stod kampen på förhand mellan världsrekordhållaren Julija Petjonkina och australiskan Jana Rawlinson där Rawlinson var starkast och vann med 19 hundradelar. 
 
På 200 meter visade Tyson Gay, USA vem som var snabbast i världen inom kortdistanslöpning och amerikanen, som tidigare vunnit 100 meter, tog en dubbel på ett imponerade sätt. Tiden blev 19,76 sekunder och är en av världens snabbaste tider noterad i motvind (-0,8 m/s).

### Sjunde dagen – 31 augusti
Den sjunde dagen började med att damerna 20 kilometer gång avgjordes med en seger för ryskan Olga Kaniskina. Dagen innehöll även första dagen av herrarns tiokamp där grenarna 100 meter löpning, längdhoppning, kula, höjdhoppning och 400 meter löpning avgjordes. Vidare innehöll dagen damernas final i trestegshopp och spjutkastning. Dessutom avgjordes tre löpgrenar: 200 meter löpning för damer och 110 meter häcklöpning och 400 meter löpning för herrar.
I damernas tresteg lyckades inte Tatjana Lebedeva, som vann längdhoppet, ånyo vinna världsmästartiteln utan blev tvåa efter kubanskan Yargelis Savigne. 
I spjut blev det en överraskande seger då Barbora Špotáková slog till med nytt personligt rekord och vann med en halvmeter före året stora stjärna tyskan Christina Obergföll som slutade tvåa. 
På damerna 200 meter imponerade amerikanskan Allyson Felix då hon noterade 21,81 sekunder, vilket var den bästa tiden på sju år. 100 meterssegraren Veronica Campbell slutade tvåa slagen med nästan en halv sekund. 
På herrarnas 110 meter häck tog storfavoriten världsrekordhållaren Liu Xiang sitt första VM-guld. 
Kvällens stora final var 400 meter för herrar där frågan på förhand inte var om Jeremy Wariner skulle försvara sitt VM-guld utan snarare om han skulle slå Michael Johnsons världsrekord. Wariner vann loppet men misslyckades att slå världsrekordet trots nytt personligt rekord på 43,45 sekunder.

## Medaljsummering

### Herrar
| Gren           | Guld | Guld | Silver | Silver | Brons | Brons |
| 100 m          | Tyson Gay | USA | Derrick Atkins | Bahamas | Asafa Powell | Jamaica |
| 100 m          | 9,85 | 9,85 | 9,91 NR PB | 9,91 NR PB | 9,96 | 9,96 |
| 200 m          | Tyson Gay | USA | Usain Bolt | Jamaica | Wallace Spearmon | USA |
| 200 m          | 19,76 CR | 19,76 CR | 19,91 | 19,91 | 20,05 | 20,05 |
| 400 m          | Jeremy Wariner | USA | LaShawn Merritt | USA | Angelo Taylor | USA |
| 400 m          | 43,45 WL, PB | 43,45 WL, PB | 43,96 PB | 43,96 PB | 44,32 | 44,32 |
| 800 m          | Alfred Kirwa Yego | Kenya | Gary Reed | Kanada | Jurij Borzakovskij | Ryssland |
| 800 m          | 1.47,09 | 1.47,09 | 1.47,10 | 1.47,10 | 1.47,39 | 1.47,39 |
| 1 500 m        | Bernard Lagat | USA | Rashid Ramzi | Bahrain | Shedrack Kibet Korir | Kenya |
| 1 500 m        | 3.34,77 | 3.34,77 | 3.35,00 SB | 3.35,00 SB | 3.35,04 | 3.35,04 |
| 5 000 m        | Bernard Lagat | USA | Eliud Kipchoge | Kenya | Moses Kipsiro | Uganda |
| 5 000 m        | 13.45,87 | 13.45,87 | 13.46,00 | 13.46,00 | 13.46,75 | 13.46,75 |
| 10 000 m       | Kenenisa Bekele | Etiopien | Sileshi Sihine | Etiopien | Martin Irungu Mathathi | Kenya |
| 10 000 m       | 27.05,89 SB | 27.05,89 SB | 27.09,03 | 27.09,03 | 27.12,17 | 27.12,17 |
| 110 m häck     | Liu Xiang | Kina | Terrence Trammell | USA | David Payne | USA |
| 110 m häck     | 12,95 | 12,95 | 12,99 | 12,99 | 13,02 PB | 13,02 PB |
| 400 m häck     | Kerron Clement | USA | Felix Sanchez | Dominikanska republiken | Marek Plawgo | Polen |
| 400 m häck     | 47,61 WL | 47,61 WL | 48,01 SB | 48,01 SB | 48,12 NR PB | 48,12 NR PB |
| 3 000 m hinder | Brimin Kipruto | Kenya | Ezekiel Kemboi | Kenya | Richard Mateelong | Kenya |
| 3 000 m hinder | 8.13,82 | 8.13,82 | 8.16,94 | 8.16,94 | 8.17,59 | 8.17,59 |
| Maraton        | Luke Kibet | Kenya | Mubarak Hassan Shami | Qatar | Viktor Röthlin | Schweiz |
| Maraton        | 2.15.59 | 2.15.59 | 2.17.18 | 2.17.18 | 2.17.25 | 2.17.25 |
| 20 km gång     | Jefferson Pérez | Ecuador | Francisco Javier Fernández                                                                                                  | Spanien | Hatem Ghoula | Tunisien |
| 20 km gång     | 1.22.20 | 1.22.20 | 1.22.40 | 1.22.40 | 1.22.40 | 1.22.40 |
| 50 km gång     | Nathan Deakes | Australien | Yohan Diniz | Frankrike | Alex Schwazer | Italien |
| 50 km gång     | 3.43.53 SB | 3.43.53 SB | 3.44.22 SB | 3.44.22 SB | 3.44.38 | 3.44.38 |
| Tiokamp        | Roman Šebrle | Tjeckien | Maurice Smith | Jamaica | Dmitri Karpov | Kazakstan |
| Tiokamp        | 8 676 p | 8 676 p | 8 644 p NR PB | 8 644 p NR PB | 8 586 p SB | 8 586 p SB |
| Längdhopp      | Irving Saladino | Panama | Andrew Howe | Italien | Dwight Phillips | USA |
| Längdhopp      | 8,57 m AR PB | 8,57 m AR PB | 8,47 m NR PB | 8,47 m NR PB | 8,39 m | 8,39 m |
| Tresteg        | Nelson Évora | Portugal | Jadel Gregório | Brasilien | Walter Davis | USA |
| Tresteg        | 17,74 m NR | 17,74 m NR | 17,59 m | 17,59 m | 17,33 m | 17,33 m |
| Höjdhopp       | Donald Thomas | Bahamas | Jaroslav Rybakov | Ryssland | Kyriakos Ioannou | Cypern |
| Höjdhopp       | 2,35 m WL | 2,35 m WL | 2,35 m WL | 2,35 m WL | 2,35 m WL PB | 2,35 m WL PB |
| Stavhopp       | Brad Walker | USA | Romain Mesnil | Frankrike | Danny Ecker | Tyskland |
| Stavhopp       | 5,86 | 5,86 | 5,86 SB | 5,86 SB | 5,81 | 5,81 |
| Kula           | Reese Hoffa | USA | Adam Nelson | USA | Rutger Smith | Nederländerna |
| Kula           | 22,04 | 22,04 | 21,61 SB | 21,61 SB | 21,13 | 21,13 |
| Diskus         | Gerd Kanter | Estland | Robert Harting | Tyskland | Rutger Smith | Nederländerna |
| Diskus         | 68,94 | 68,94 | 66,68 | 66,68 | 66,42 | 66,42 |
| Spjut          | Tero Pitkämäki | Finland | Andreas Thorkildsen | Norge | Breaux Greer | USA |
| Spjut          | 90,33 | 90,33 | 88,61 | 88,61 | 86,21 | 86,21 |
| Slägga         | Ivan Tichon | Vitryssland | Primož Kozmus | Slovenien | Libor Charfreitag | Slovakien |
| Slägga         | 83,63 m | 83,63 m | 82,29 m | 82,29 m | 81,60 m | 81,60 m |
| 4 × 100 m      | USA | USA | Jamaica | Jamaica | Storbritannien | Storbritannien |
| 4 × 100 m      | Darvis Patton Wallace Spearmon Tyson Gay LeRoy Dixon                                                                        | Darvis Patton Wallace Spearmon Tyson Gay LeRoy Dixon                                                                        | Marvin Anderson Usain Bolt Nesta Carter Asafa Powell                                                                        | Marvin Anderson Usain Bolt Nesta Carter Asafa Powell                                                                        | Christian Malcolm Craig Pickering Marlon Devonish Mark Lewis-Francis                                                        | Christian Malcolm Craig Pickering Marlon Devonish Mark Lewis-Francis                                                        |
| 4 × 100 m      | 37,78 WL | 37,78 WL | 37,89 NR | 37,89 NR | 37,90 SB | 37,90 SB |
| 4 × 400 m      | USA | USA | Bahamas | Bahamas | Polen | Polen |
| 4 × 400 m      | LaShawn Merritt Angelo Taylor Darold Williamson Jeremy Wariner                                                              | LaShawn Merritt Angelo Taylor Darold Williamson Jeremy Wariner                                                              | Avard Moncur Michael Mathieu Andrae Williams Christopher Brown                                                              | Avard Moncur Michael Mathieu Andrae Williams Christopher Brown                                                              | Marek Plawgo Daniel Dąbrowski Marcin Marciniszyn Kacper Kozłowski                                                           | Marek Plawgo Daniel Dąbrowski Marcin Marciniszyn Kacper Kozłowski                                                           |
| 4 × 400 m      | 2.55,56 WL | 2.55,56 WL | 2.59,18 SB | 2.59,18 SB | 3.00,05 SB | 3.00,05 SB |
| Förkortningar  | CR = Mästerskapsrekord \| NR = Nationsrekord \| PB = Personligt rekord \| SB = Säsongens personbästa \| WL = Världsårsbästa | CR = Mästerskapsrekord \| NR = Nationsrekord \| PB = Personligt rekord \| SB = Säsongens personbästa \| WL = Världsårsbästa | CR = Mästerskapsrekord \| NR = Nationsrekord \| PB = Personligt rekord \| SB = Säsongens personbästa \| WL = Världsårsbästa | CR = Mästerskapsrekord \| NR = Nationsrekord \| PB = Personligt rekord \| SB = Säsongens personbästa \| WL = Världsårsbästa | CR = Mästerskapsrekord \| NR = Nationsrekord \| PB = Personligt rekord \| SB = Säsongens personbästa \| WL = Världsårsbästa | CR = Mästerskapsrekord \| NR = Nationsrekord \| PB = Personligt rekord \| SB = Säsongens personbästa \| WL = Världsårsbästa |

### Damer
| Gren           | Guld | Guld | Silver | Silver | Brons | Brons |
| 100 m          | Veronica Campbell | Jamaica | Lauryn Williams | USA | Carmelita Jeter | USA |
| 100 m          | 11,01 | 11,01 | 11,01 | 11,01 | 11,02 | 11,02 |
| 200 m          | Allyson Felix | USA | Veronica Campbell | Jamaica | Susanthika Jayasinghe | Sri Lanka |
| 200 m          | 21,81 WL PB | 21,81 WL PB | 22,34 SB | 22,34 SB | 22,63 | 22,63 |
| 400 m          | Christine Ohuruogu | Storbritannien | Nicola Sanders | Storbritannien | Novlene Williams | Jamaica |
| 400 m          | 49,61 PB | 49,61 PB | 49,65 PB | 49,65 PB | 49,66 SB | 49,66 SB |
| 800 m          | Janeth Jepkosgei | Kenya | Hasna Benhassi | Marocko | Mayte Martinez | Spanien |
| 800 m          | 1.56,04 WL PB | 1.56,04 WL PB | 1.56,99 | 1.56,99 | 1.57,62 PB | 1.57,62 PB |
| 1 500 m        | Maryam Yusuf Jamal | Bahrain | Irina Lisjtjinska | Ukraina | Daniela Jordanova | Bulgarien |
| 1 500 m        | 3.58,75 | 3.58,75 | 3.58,99 | 3.58,99 | 4.00.82 | 4.00.82 |
| 5 000 m        | Meseret Defar | Etiopien | Vivian Cheruiyot | Kenya | Priscah Jepleting Cherono | Kenya |
| 5 000 m        | 14.57,91 | 14.57,91 | 14.58,50 | 14.58,50 | 14.59,21 | 14.59,21 |
| 10 000 m †     | Tirunesh Dibaba | Etiopien | Kara Goucher | USA | Joanne Pavey | Storbritannien |
| 10 000 m †     | 31.55,41 SB | 31.55,41 SB | 32.02,05 SB | 32.02,05 SB | 32:03.81 | 32:03.81 |
| 100 m häck     | Michelle Perry | USA | Perdita Felicien | Kanada | Delloreen Ennis-London | Jamaica |
| 100 m häck     | 12,46 | 12,46 | 12,49 SB | 12,49 SB | 12,50 PB | 12,50 PB |
| 400 m häck     | Jana Rawlinson | Australien | Julija Petjonkina | Ryssland | Anna Jesień | Polen |
| 400 m häck     | 53,31 SB | 53,31 SB | 53,50 SB | 53,50 SB | 53,92 | 53,92 |
| 3 000 m hinder | Jekaterina Volkova | Ryssland | Tatjana Petrova | Ryssland | Eunice Jepkorir | Kenya |
| 3 000 m hinder | 9.06,57 CR PB | 9.06,57 CR PB | 9.09,19 PB | 9.09,19 PB | 9.20,09 | 9.20,09 |
| Maraton        | Catherine Ndereba | Kenya | Zhou Chunxiu | Kina | Reiko Tosa | Japan |
| Maraton        | 2.30.37 | 2.30.37 | 2.30.45 | 2.30.45 | 2.30.55 | 2.30.55 |
| 20 km gång     | Olga Kaniskina | Ryssland | Tatjana Sjemjakina | Ryssland | María Vasco | Spanien |
| 20 km gång     | 1.30.09 | 1.30.09 | 1.30.42 | 1.30.42 | 1.30.47 | 1.30.47 |
| Sjukamp        | Carolina Klüft | Sverige | Ludmila Blonska | Ukraina | Kelly Sotherton | Storbritannien |
| Sjukamp        | 7 032 p WL AR PB | 7 032 p WL AR PB | 6 832 p PB NR | 6 832 p PB NR | 6 510 p SB | 6 510 p SB |
| Längdhopp      | Tatjana Lebedeva | Ryssland | Ljudmila Koltjanova | Ryssland | Tatjana Kotova | Ryssland |
| Längdhopp      | 7,03 | 7,03 | 6,92 | 6,92 | 6,90 SB | 6,90 SB |
| Tresteg        | Yargelis Savigne | Kuba | Tatjana Lebedeva | Ryssland | Hrysopiyí Devetzí | Grekland |
| Tresteg        | 15,28 WL | 15,28 WL | 15,07 | 15,07 | 15,04 | 15,04 |
| Höjdhopp       | Blanka Vlašić | Kroatien | Anna Tjitjerova | Ryssland | Antonietta Di Martino | Italien |
| Höjdhopp       | 2,05 | 2,05 | delat silver 2,03 PB | delat silver 2,03 PB | delat silver 2,03 NR | delat silver 2,03 NR |
| Stavhopp       | Jelena Isinbajeva | Ryssland | Katerina Badurová | Tjeckien | Svetlana Feofanova | Ryssland |
| Stavhopp       | 4,80 | 4,80 | 4,75 NR PB | 4,75 NR PB | 4,75 | 4,75 |
| Kula           | Valerie Vili | Nya Zeeland | Nadezjda Ostaptjuk | Vitryssland | Nadine Kleinert | Tyskland |
| Kula           | 20,54 WL, PB | 20,54 WL, PB | 20,48 SB | 20,48 SB | 19,77 SB | 19,77 SB |
| Diskus         | Franka Dietzsch | Tyskland | Yarelis Barrios | Kuba | Nicoleta Grasu | Rumänien |
| Diskus         | 66,61 m | 66,61 m | 63,90 m PB | 63,90 m PB | 63,40 m | 63,40 m |
| Spjut          | Barbora Špotáková | Tjeckien | Christina Obergföll | Tyskland | Steffi Nerius | Tyskland |
| Spjut          | 67,07 NR PB | 67,07 NR PB | 66,46 | 66,46 | 64,42 | 64,42 |
| Slägga         | Betty Heidler | Tyskland | Yipsi Moreno | Kuba | Zhang Wenxiu | Kina |
| Slägga         | 74,76 | 74,76 | 74,74 | 74,74 | 74,39 | 74,39 |
| 4 × 100 m      | USA | USA | Jamaica | Jamaica | Belgien | Belgien |
| 4 × 100 m      | Lauryn Williams Allyson Felix Mikele Barber Torri Edwards | Lauryn Williams Allyson Felix Mikele Barber Torri Edwards | Sheri-Ann Brooks Kerron Stewart Simone Facey Veronica Campbell | Sheri-Ann Brooks Kerron Stewart Simone Facey Veronica Campbell | Olivia Borlee Hanna Mariën Elodie Ouédraogo Kim Gevaert | Olivia Borlee Hanna Mariën Elodie Ouédraogo Kim Gevaert |
| 4 × 100 m      | 41,98 WL | 41,98 WL | 42,01 SB | 42,01 SB | 42,75 NR | 42,75 NR |
| 4 × 400 m      | USA | USA | Jamaica | Jamaica | Storbritannien | Storbritannien |
| 4 × 400 m      | DeeDee Trotter Allyson Felix Mary Wineberg Sanya Richards | DeeDee Trotter Allyson Felix Mary Wineberg Sanya Richards | Shericka Williams Shereefa Lloyd Davita Prendagast Novlene Williams | Shericka Williams Shereefa Lloyd Davita Prendagast Novlene Williams | Christine Ohuruogu Marilyn Okoro Lee McConnell Nicola Sanders | Christine Ohuruogu Marilyn Okoro Lee McConnell Nicola Sanders |
| 4 × 400 m      | 3.18,55 WL | 3.18,55 WL | 3.19,73 NR | 3.19,73 NR | 3.20,04 NR | 3.20,04 NR |
| Förkortningar  | WR = Världsrekord \| AR = Kontinentalt rekord \| CR = Mästerskapsrekord \| NR = Nationsrekord \| PB = Personligt rekord \| SB = Säsongens personbästa \| WL = Världsårsbästa | WR = Världsrekord \| AR = Kontinentalt rekord \| CR = Mästerskapsrekord \| NR = Nationsrekord \| PB = Personligt rekord \| SB = Säsongens personbästa \| WL = Världsårsbästa | WR = Världsrekord \| AR = Kontinentalt rekord \| CR = Mästerskapsrekord \| NR = Nationsrekord \| PB = Personligt rekord \| SB = Säsongens personbästa \| WL = Världsårsbästa | WR = Världsrekord \| AR = Kontinentalt rekord \| CR = Mästerskapsrekord \| NR = Nationsrekord \| PB = Personligt rekord \| SB = Säsongens personbästa \| WL = Världsårsbästa | WR = Världsrekord \| AR = Kontinentalt rekord \| CR = Mästerskapsrekord \| NR = Nationsrekord \| PB = Personligt rekord \| SB = Säsongens personbästa \| WL = Världsårsbästa | WR = Världsrekord \| AR = Kontinentalt rekord \| CR = Mästerskapsrekord \| NR = Nationsrekord \| PB = Personligt rekord \| SB = Säsongens personbästa \| WL = Världsårsbästa |

† = Elvan Abeylegesse  Turkiet slutade tvåa i loppet (31.59,40) men blev senare diskvalificerad. I och med detta tilldelades Kara Goucher, trea i loppet, silvermedaljen och Jo Pavey, fyra i loppet, bronsmedaljen.

## Medaljliga
| Plac. | Nation                  | Guld | Silver | Brons | Totalt |
| 1     | USA                     | 14   | 5      | 7     | 26     |
| 2     | Kenya                   | 5    | 3      | 5     | 13     |
| 3     | Ryssland                | 4    | 8      | 3     | 15     |
| 4     | Etiopien                | 3    | 1      | 0     | 4      |
| 5     | Tyskland                | 2    | 2      | 3     | 7      |
| 6     | Tjeckien                | 2    | 1      | 0     | 3      |
| 7     | Australien              | 2    | 0      | 0     | 2      |
| 8     | Jamaica                 | 1    | 6      | 3     | 10     |
| 9     | Bahamas                 | 1    | 2      | 0     | 3      |
| 10    | Storbritannien          | 1    | 1      | 4     | 6      |
| 11    | Belarus                 | 1    | 1      | 1     | 3      |
| 11    | Kuba                    | 1    | 1      | 1     | 3      |
| 11    | Kina                    | 1    | 1      | 1     | 3      |
| 14    | Bahrain                 | 1    | 1      | 0     | 2      |
| 15    | Kroatien                | 1    | 0      | 0     | 1      |
| 15    | Ecuador                 | 1    | 0      | 0     | 1      |
| 15    | Estland                 | 1    | 0      | 0     | 1      |
| 15    | Finland                 | 1    | 0      | 0     | 1      |
| 15    | Nya Zeeland             | 1    | 0      | 0     | 1      |
| 15    | Panama                  | 1    | 0      | 0     | 1      |
| 15    | Portugal                | 1    | 0      | 0     | 1      |
| 15    | Sverige                 | 1    | 0      | 0     | 1      |
| 23    | Italien                 | 0    | 2      | 1     | 3      |
| 24    | Kanada                  | 0    | 2      | 0     | 2      |
| 24    | Frankrike               | 0    | 2      | 0     | 2      |
| 26    | Spanien                 | 0    | 1      | 2     | 3      |
| 27    | Ukraina                 | 0    | 1      | 1     | 2      |
| 28    | Brasilien               | 0    | 1      | 0     | 1      |
| 28    | Dominikanska republiken | 0    | 1      | 0     | 1      |
| 28    | Marocko                 | 0    | 1      | 0     | 1      |
| 28    | Norge                   | 0    | 1      | 0     | 1      |
| 28    | Qatar                   | 0    | 1      | 0     | 1      |
| 28    | Slovenien               | 0    | 1      | 0     | 1      |
| 35    | Polen                   | 0    | 0      | 3     | 3      |
| 36    | Belgien                 | 0    | 0      | 1     | 1      |
| 36    | Cypern                  | 0    | 0      | 1     | 1      |
| 36    | Grekland                | 0    | 0      | 1     | 1      |
| 36    | Japan                   | 0    | 0      | 1     | 1      |
| 36    | Kazakstan               | 0    | 0      | 1     | 1      |
| 36    | Nederländerna           | 0    | 0      | 1     | 1      |
| 36    | Slovakien               | 0    | 0      | 1     | 1      |
| 36    | Sri Lanka               | 0    | 0      | 1     | 1      |
| 36    | Schweiz                 | 0    | 0      | 1     | 1      |
| 36    | Tunisien                | 0    | 0      | 1     | 1      |
| 36    | Uganda                  | 0    | 0      | 1     | 1      |
| 37    | Turkiet                 | 0    | 0      | 0     | 0      |

### Dopning
Ryskan Jelena Soboleva (världsetta) löpte in som tvåa 24 hundradelar efter Jamal, men konstaterades vara bloddopad och förlorade sin silvermedalj. Även Elvan Abeylegesse från Turkiet blev senare diskvalificerad på grund av doping efter ett omtest av hennes blodprov.